# Bongotromme
Bongotrommer er to sammenhængende trommer, stemt som dyb og lys. Bruges mest i sydamerikansk musik.
- Wikimedia Commons har flere filer relateret til Bongotromme